# Krifteler Dreieck
Das Krifteler Dreieck ist ein Autobahndreieck im Rhein-Main-Gebiet. Hier endet ein Teilstück der Bundesstraße 40a (Richtung Saarbrücken) an der Bundesautobahn 66 (Wiesbaden–Fulda).

## Lage
Das Autobahndreieck befindet sich östlich von Kriftel und nördlich von Hattersheim am Main im Main-Taunus-Kreis an der Stadtgrenze zu Frankfurt am Main. Östlich des Dreiecks befindet sich der Frankfurter Stadtteil Sindlingen, nördlich des Bauwerkes Frankfurt-Zeilsheim. Das Krifteler Dreieck trägt auf der Bundesautobahn 66 die Nummer 13. Es stellt kein Autobahndreieck im eigentlichen Sinne dar, da sich eine Autobahn mit einer Bundesstraße kreuzt. Die amtliche Bezeichnung ist daher „Anschlussstelle Krifteler Dreieck“. Da die B 40 aber zwischen dem Dreieck und Frankfurt-Griesheim autobahnähnlich ausgebaut ist, hat sich die Bezeichnung als Autobahndreieck durchgesetzt.

## Bauform
Das Krifteler Dreieck hat die Bauform eines vollständigen Dreieckes (Full-Y), die von Osten kommende B 40 wird in zwei direkte und zwei halbdirekte Verbindungsrampen (je eine pro Richtung) zur A 66 aufgeteilt. Die halbdirekten Rampen werden dann entweder über oder unter der Fahrbahn der A 66 hindurch in die jeweilige Richtung geführt. Eine kleine Modifikation des vollständigen Dreiecks wurde an der südlichen direkten Verbindungsrampe vorgenommen. Sie kommt nicht wie üblich „von rechts“ zu den Fahrspuren der nördlichen halbdirekten Rampe, sondern unterquert diese zuerst und bildet damit die beiden linken Spuren der B 40.
Im nördlichen Teil des Dreieckes überqueren die Fahrbahnen die Main-Lahn-Bahn mit zwei zusätzlichen Brücken. Außerdem wird ein Wirtschaftsweg überbrückt.

## Verkehrsaufkommen
Es ist ein vielbefahrener Straßenknotenpunkt Hessens.
| Von                   | Nach                           | Durchschnittliche tägliche Verkehrsstärke | Anteil Schwerlastverkehr |
| --------------------- | ------------------------------ | ----------------------------------------- | ------------------------ |
| AS Hattersheim (A 66) | AS Krifteler Dreieck           | 119.200                                   | 4,5 %                    |
| AS Krifteler Dreieck  | AS Frankfurt-Zeilsheim (A 66)  | 112.700                                   | 3,2 %                    |
| AS Krifteler Dreieck  | AS Frankfurt-Sindlingen (B 40) | 45.700                                    | 4,0 %                    |